# 天琴座
天琴座是北天银河中最灿烂的星座之一，因形状犹如古希腊的竖琴而命名。它是古希腊天文學家托勒密列出的48个星座之一，也是国际天文学联合会所定的88個現代星座之一。雖然天琴座面積不大，但並不難辨認，因為它的主星织女星是“夏季大三角”的頂点之一。
由北面开始順時針方向，天琴座被天龙座、武仙座（海格力斯）、狐狸座及天鹅座所包圍。中心位置：赤經18時50分，赤緯36°。座內目視星等亮於6等的星有53顆，其中亮於4等的星有8顆。

## 显著特点

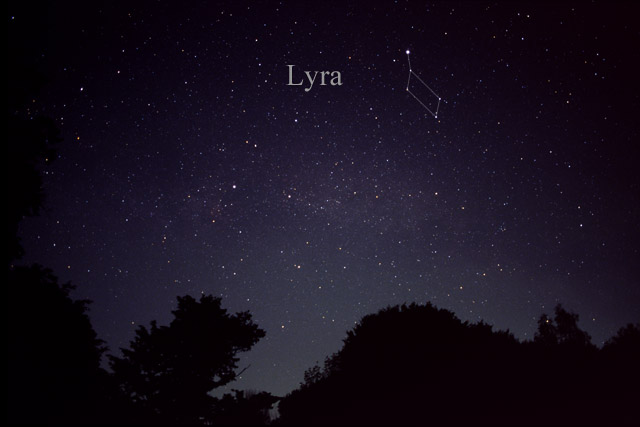
用肉眼可以看到的天琴座。

### 恒星
以下是天琴座主要的恆星：
- α（織女一）：視星等0.03，它是北天第二亮（僅次於大角）、全天第五亮的星。其光譜型为A0 V，距離太陽系只有25.3光年，实际上它是一个五重星系統。它是首顆出現在照片上的星。
- β（漸臺二）：3.45等，光譜型B8 II，這顆食變星的名字就被用作命名同類的變星——漸臺二型變星。
- γ（漸臺三）：這个多重星系統的主星視星等为3.24，光譜型B9 III。
- δ：由一顆六等藍白色恆星及一顆光度徘徊於4、5等的半規則紅巨星所組成的雙星系統。
- ε（織女二）：著名的四重星，亦被称为“雙雙星”，因为它是由兩對雙星所組成的。
- ζ（織女三）：亦是可以利用雙筒望遠鏡分辨的雙星。
- 天琴座RR：天琴座RR型變星就是據它命名的。

天琴座的織女星與天鷹座的牛郎星、天鵝座的天津四星，於夏季的天空排列為直角三角型，為夏日大三角（一稱夏季大三角，Summer Triangle）。位於直角的頂點為織女星，處於三角形較長一邊的為牛郎星，另一個則為天津四星。

### 深空天体

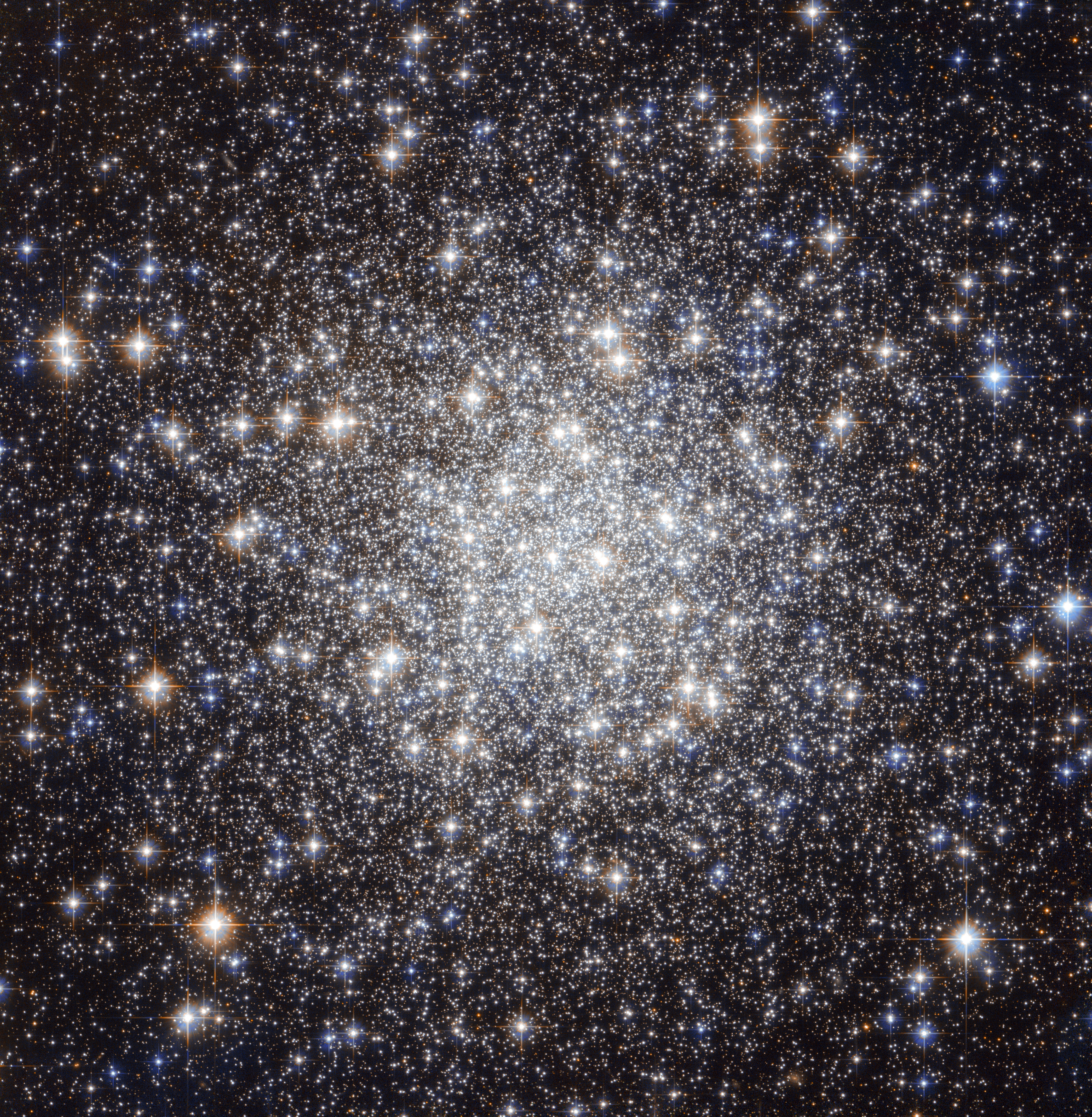
M56由大量的恒星组成，它们被彼此的重力紧紧地绑定。天琴座中包括M56、M57和柯伊伯90。M56是一个相当松散球状星团，距離太陽系約32,900光年，直徑約85光年。它的星等是8.3m。

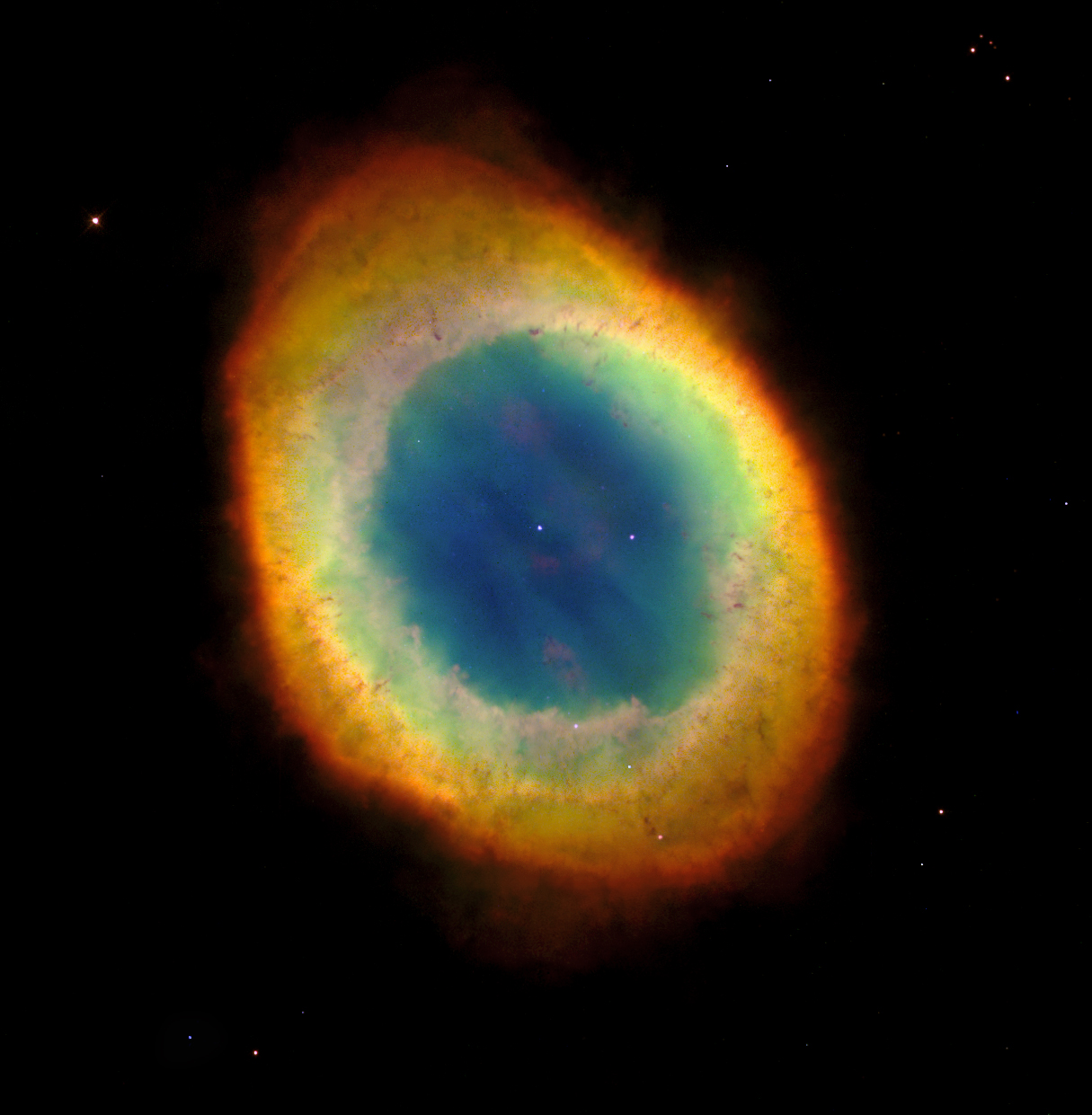
哈勃望遠鏡拍攝的M57照片

M57，也被称为"环状星云"和NGC 6720，直径约为一光年，距地球约2,000光年。著名的行星狀星雲，及第二个被发现的。其累计星等是8.8。查尔斯·梅西耶发现哑铃星云15年后，在1779年被安托萬·達奎爾·德·佩萊波瓦发现。天文学家确定它的年龄在6000到8000岁之间；照片中星云的外侧部分显现的红色是电离氢放出的。双电离氧发出蓝绿色光，使中部区域成了绿色。
星云最热的区域是中心的恒星，这附近出现了蓝色，是由氦发出的。中央恒星本身是温度达12万开尔文的白矮星。
在望远镜中，星云显示为略带绿色的可见光环；它略呈椭圆形，因为从微小的角度来看其三维形状像是环面或圆柱体。它的位置介于渐台二和渐台三之间。

## 中国星官
中国古代传统中天琴座天区包括牛宿的輦道、織女、漸臺等星官。
- 輦道(牛5)：天琴座13（輦道一）、天琴座η（輦道二）、天琴座θ（輦道三）、天鵝座4（輦道四）、天鵝座17（輦道五）。
- 織女(牛3)：天琴座α（織女一）、天琴座ε（織女二）、天琴座ζ（織女三）。
- 漸臺(牛4)：天琴座β（漸臺二）、天琴座γ（漸臺三）。

## 神话故事

### 古希臘

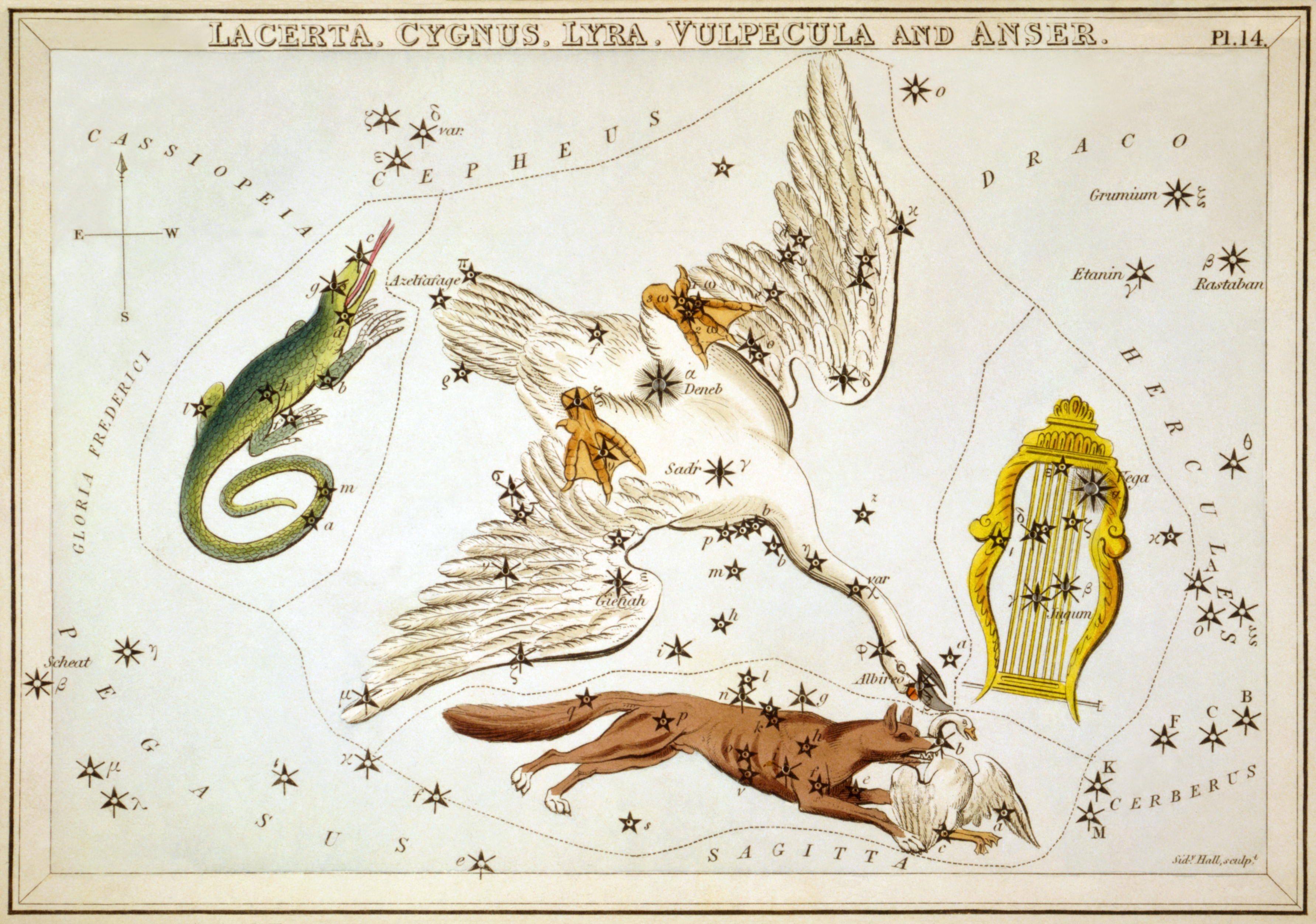
缪斯女神的镜子中，这个1825创作的星图可以在右边看到天琴座

現代的天琴座在更古老的星圖中是被描繪成秃鷹的形象（Vultur cadens）。它與天鵝座及天鷹座代表著被古希腊神話中的英雄赫拉克勒斯在其第六項任務中所殺的斯廷法羅斯湖怪鳥（Stymphalian Birds）。
但天琴座本身代表的就是由希腊神赫密士創造的樂器。赫密士把这個竖琴送給阿波羅，阿波羅再將其轉送予俄耳甫斯（奧菲斯）。相傳奧菲斯彈得一手好琴，琴聲之悠揚，連山川鳥獸都為之動容。後來有位水神尤麗提西因而愛上了他，不久兩人便成了婚。婚後有一天，奧菲斯在演奏時，尤麗提西竟被毒蛇咬傷而中毒死亡，並墜入陰曹地府。奧菲斯情急之下，就抱了琴冒險勇闖地府，要尋回愛妻。到了地府，他悲傷哀怨的琴音感動軟化了冥王哈得斯，於是冥王史無前例的答應讓尤麗提西回陽重返人間，但再三叮囑奧菲斯在回到陽間的歸途上，千萬不可回頭看自己的妻子。奧菲斯答應了，一路上都沒有回頭，但是就在快要抵達陽間時，忍不住想看看妻子有沒有跟上來而回頭，沒想到就在這個時候，他的愛妻卻在一聲慘叫聲中，再度墜入冥界。極度悲傷的琴聖奧菲斯眼見一切再也難以挽回，於是毀琴並投河自盡。天神宙斯聞訊後，感念奧菲斯絕世琴藝將永遠失傳，便將他的七弦琴移置天界成為星座，供後人追念。

中国的七夕节，织女星有时被称为七夕（或公主），天上的公主或女神。她爱上了一个凡人牵牛（或彦星），代表着牛郎星。但七夕的父亲发现后，他被激怒了，并禁止她去看这个凡人。因此两个恋人都被放在天空，他们相隔着天河，也就是银河系。然而天上神仙是善良的。每年7月7日晚上，喜鹊会用身体搭桥跨过天河，两位情人得以团聚。有时牵牛年度的天河之旅充满危险，并且会失败。在这种情况下，七夕的眼泪会以雨滴的形式落在日本。
许多日本的七夕庆祝活动在7月举行，但有时在8月举行。如果下雨，雨滴会被认为是七夕的眼泪，因为牵牛不能与她会面。有时流星雨也被认为是七夕的眼泪。